# البطحاء (موريتانيا)
البطحاء قرية موريتانية تتبع لولاية لبراكنه وتبعد ألاك 120 كلم على الطريق المار بمدينة  مال وعلى الطريق المار بمقطع لحجار 95 كلم. عدد سكانها 3000 نسمة يعملون في الزراعة وتربية المواشي.

## التأسيس
هذه القرية أسسها الزاكي ولد اعلي خي سنة 1972 م حيث تقع هذه المدينة على الضفة الغربية للواد الأبيض وشرق السد المعروف الذي يسمى سد البطحاء وهي تابعة لمركز مال الإداري ومقاطعة ألاك، وهذه المدينة أصلا ملك خاص ل أتمدك الخضر القاطنين في البطحاء، وهي الآن تضم الكثير من القبائل والمجتمعات وموقع تجاري كبير في المنطقة يرتاده الباعة من الجهات الأربع. 